# 明治法律學校
明治法律學校（日语：〔〕／ Meiji Hōritsu Gakkō）是岸本辰雄、矢代操等人在1881年（明治十四年）於日本東京府東京市麴町區（今東京都千代田區）有樂町開設的私立学校。1886年（明治十九年），明治法律學校校址遷至同市神田區（今東京都千代田區）駿河台。1903年（明治三十六年），明治法律學校根據《專門學校󠄁令》的規定改制為明治大学，故明治法律學校為明治大學的前身。